# Bristol Odin
«Bristol Odin» — прямоточный воздушно-реактивный двигатель, разработка которого была начата фирмой «Bristol Siddeley Engines» и продолжена фирмой «Rolls-Royce». Двигатель специально создавался для ракеты «Sea Dart», и в отличие от своего предшественника «Bristol Thor», использовавшегося на ракете «Bristol Bloodhound», имеет интегральную компоновку с ракетой. Двигатель работает на керосине, имеет нерегулируемый воздухозаборник с осесимметричным центральным телом, и рассчитан на скорость полёта 2,5 — 3М. Главным преимуществом двигателя является его простота (единственный узел детали которого механически движутся — турбонасосный агрегат перекачивающий топливо в камеру сгорания и приводимый в действие от набегающего потока воздуха)

## ТТХ
| Параметр                | Odin |
| ----------------------- | ---- |
| Тяга                    |      |
| Удельный расход топлива |      |
| Удельная тяга           |      |
| Степень сжатия          |      |